# Habenaria angustissima
Habenaria angustissima är en orkidéart som beskrevs av Victor Samuel Summerhayes. Habenaria angustissima ingår i släktet Habenaria och familjen orkidéer.
Artens utbredningsområde är Guinea. Inga underarter finns listade i Catalogue of Life.